# Tomáš Mertl
Tomáš Mertl (* 11. března 1986 České Budějovice) je český hokejový útočník působící v týmu HC Škoda Plzeň.

## Hráčská kariéra
Je odchovance klubu HC České Budějovice, kde prošel všemi mládežnickými kategoriemi. V sezoně 2003/04 se propracoval do prvního týmu. V následujícím ročníku pomohl týmu k návratu do nejvyšší soutěže a také postoupil s KLH Vajgar Jindřichův Hradec, kde působil na hostování či střídavé starty k postupu do 1. ligy. V následující třech sezonách působil kromě Českých Budějovic a Vajgaru také v SK Horácká Slavia Třebíč a HC Tábor, se kterým také zažil postup do druhé nejvyšší soutěže. Od podzimu 2012 již hrál pouze za Budějovice. Na jaře 2013 se přesunul do týmu Mountfield HK, který získal licenci na nejvyšší soutěž od Českých Budějovic. Před ročníkem 2015/16 zamířil do chorvatského týmu Medveščak Záhřeb, v jehož dresu nastupoval v KHL. V únoru 2016 se vrátil na hostování do Hradce Králové, kde dokončil sezonou. V květnu 2016 se vrátil zpět do Záhřebu.

## Jednotlivé sezony
- 2000/01 HC České Budějovice – dorost
- 2001/02 HC České Budějovice – dorost
- 2002/03 HC České Budějovice – dorost
- 2003/04 HC České Budějovice – junioři, A-tým (ELH)
- 2004/05 HC České Budějovice – junioři, A-tým (1. liga), KLH Vajgar Jindřichův Hradec (2. liga)
- 2005/06 HC České Budějovice – junioři, A-tým (ELH), KLH Vajgar Jindřichův Hradec (1. liga)
- 2006/07 ČEZ Motor České Budějovice (ELH), SK Horácká Slavia Třebíč (1. liga)
- 2007/08 Madeta Motor České Budějovice, HC Mountfield (ELH)
- 2008/09 ČEZ Motor České Budějovice,HC Mountfield (ELH), HC Tábor (2. liga)
- 2009/10 ČEZ Motor České Budějovice,HC Mountfield (ELH), HC Tábor (1. liga)
- 2010/11 ČEZ Motor České Budějovice,HC Mountfield (ELH)
- 2011/12 ČEZ Motor České Budějovice,HC Mountfield (ELH)
- 2012/13 ČEZ Motor České Budějovice,HC Mountfield (ELH)
- 2013/14 Mountfield HK (ELH)
- 2014/15 Mountfield HK (ELH)
- 2015/16 Medveščak Záhřeb (KHL), Mountfield HK (ELH)
- 2016/17 Medveščak Záhřeb (KHL), Salavat Julajev Ufa (KHL)
- 2017/18 HC Škoda Plzeň (ELH)
- 2018/19 HC Rudá hvězda Kunlun (KHL)
- 2019/20 HC Škoda Plzeň (ELH)
- 2020/21 HC Škoda Plzeň (ELH)
- 2021/22 HC Škoda Plzeň (ELH)
- 2022/23 HC Škoda Plzeň (ELH)
- 2023/24 HC Škoda Plzeň (ELH)
- 2025/26 HC Tábor (1. liga)

## Reprezentace
- 2002–04 Česko "18"
- 2004–06 Česko "20"
- 2014– Česko

| Turnaj        | Místo konání                | Z | G | A | B | Umístění | Soupisky          |
| ------------- | --------------------------- | - | - | - | - | -------- | ----------------- |
| ZOH 2018      | Jižní Korea (Pchjongčchang) | 6 | 0 | 1 | 1 | 4. místo | Soupiska ZOH 2018 |
| Celkem na ZOH |                             | 6 | 0 | 1 | 1 |          |                   |